# 結界師 カードバトル
『結界師 カードバトル』（けっかいしカードバトル）は、『結界師』がテレビアニメ化されたことをきっかけとして、バンダイから発売されているトレーディングカードゲーム。第4章まで発売された。

## カードの種類
種類は、大きく分けて次の4つである。
キャラクターカード
テレビアニメ『結界師』に登場するキャラクターのカードで、フィールド上で進行や戦闘などを行う。場に出せるのは最大3枚まで。
バトルカード
キャラクターカードの戦闘で使用されるカード。キャラクターカードを強化したり、効果を付加させたり出来る。
イベントカード
「結界師」の世界で起きる出来事をあらわすカード。特殊な効果を発揮できる。
天穴カード
天穴発動時に使用するカード。デッキのは含めず、各プレイヤー1枚ずつ用意する。スターターセットに付属。

## 発売されたパック
- 第1章：烏森の守護者たち（2006年11月28日発売）全63種
- 第2章：銀露と鋼夜、封印の絆!（2007年2月28日発売）全67種
- 第3章：妖混じり、志々尾限!（2007年5月16日発売）全67種
- 第4章:黒芒楼最後の戦い!（2007年10月24日発売）全56種

## 発売されたセット
- 第1章：烏森の守護者たち（パックと同日）
- 第3章：妖混じり、志々尾限!（パックと同日）